# 中国天网人权事务中心
中国天网人权事务中心，是中国一家由民间发起的维护人权的组织，始创于2006年12月31日，創辦人是黃琦。其前身是创办于1998年的成都天网寻人事务中心。

## 历史
- 1998年，成都天网寻人事务中心首次成立。

- 1998年12月4日，解救7位遭到拐卖的农村妇女起，成都天网寻人事务中心便开始了人权工作。

- 1999年，成都天网寻人事务中心创办了呐喊-网上喊冤网站六四天网，开始人权工作。

- 2000年，六四天网负责人黄琦因开展人权活动而入狱5年，2005年6月4日释放。

- 2006年2月，六四天网开始筹备重建。

- 2006年4月底，六四天网公布了中国第一个89死难者索赔案初步成功的消息。其后，六四天网开始了恢复性试运行。

- 2006年12月31日，六四天网改组为中国天网人权事务中心，成为中国大陆第一家综合性人权组织，并按照非政府组织的方式运作。

- 4月27日，中国天网人权事务中心在美国递交了申请。

- 2007年5月31日，中国天网人权事务中心正式注册为符合美国联邦政府IRS 501(C)（3）条款的非盈利组织，法定英文名称为China Tianwang Human Rights Service。

## 现状
目前，近千中国天网人权事务中心义工活跃在中国大陆30个省市区，同时开展上千例人权活动。